# Brézé (Adelsgeschlecht)
Brézé war eine Familie des französischen Adels, die ihren Namen von der Ortschaft Brézé im Département Maine-et-Loire hat.

## Geschichte
Der Aufstieg der Familie zu nationaler Bedeutung begann mit Pierre de Brézé aus dem Anjou, der 1444–1448 unter dem Einfluss von Agnès Sorel Kammerherr des Königs Karl VII. war. Pierres Sohn Jacques de Brézé heiratete Agnès Tochter Charlotte de Valois, die er 1477 beim Ehebruch überraschte und daraufhin mit dem Schwert tötete. Der Sohn von Jacques und Charlotte wiederum war Louis de Brézé, der Ehemann von Diane de Poitiers, die nach seinem Tod die Geliebte des Königs Heinrich II. wurde. Mit den Töchtern von Louis und Diane, Françoise und Louise de Brézé, deren Ehemänner später zu Herzögen erhoben wurden, starb die Familie 1577 aus.
Zum Besitz der Familie gehörten die Schlösser Anet und Brissac sowie das Hôtel Barbette in Paris, nicht jedoch das Schloss Brézé. Dieses Schloss gehörte – ebenso wie die Herrschaft Brézé – zum Haus Maillé, das die Ortschaft Brézé bereits seit dem 14. Jahrhundert erworben hatte, aber mit dem Haus Brézé nicht verwandt ist. Auch der im 17. Jahrhundert verliehene Titel eines Marquis de Brézé ist mit dem Haus Brézé nicht verbunden.

## Stammliste

### 13.–15. Jahrhundert
1. Geoffroi de Brézé, 1249 bezeugt
  1. Jean de Brézé († 1293); ⚭ 1268 Jeanne de Gale
    1. Jean de Brézé († vor 1351), Seigneur de La Varenne; ⚭ Jeanne de La Haye
      1. Geoffroi de Brézé († vor 1380), Seigneur de Brézé, de Longueville, Nogent, Tourlis et La Varenne; ⚭ Aliette de Chemillé, Dame de Brissac, Tochter von Pierre III. de Thouars, Seigneur de Chemillé, Brissac et Mortagne-sur-Sèvre, und Sédile de Garencières (Haus Thouars)
        1. Jean de Brézé († nach 17. Juli 1419), Seigneur de La Varenne et de Brissac; ⚭ 24. November 1370 Marguerite de Bueil, Tochter von Jean III., Seigneur de Bueil, Montrésor, Saint-Calais et La Marchère, und Anne d’Avoir (Haus Bueil)
          1. Pierre de Brézé († vor 1427), Seigneur de La Varenne, Brissac et Broon, Conseiller et Chambellan du Roi; ⚭ um 1400 Clémence Cabonnel († nach 1451), Tochter von Jean Carbonnel, Witwe von Roland de Dinan, Seigneur de La Gougeie
            1. Pierre de Brézé, X 16. Juli 1465 in der Schlacht bei Montlhéry; ⚭ Jeanne du Bec-Crespin, Erbtochter von Guillaume IX., Seigneur de Mauny et du Bec-Crespin (Haus Crespin) – Nachkommen siehe unten
            2. Robert de Brézé (X 1444 bei Basel)
            3. Jean de Brézé, 1449/57 bezeugt, Capitaine de Louviers, Bailli de Gisors
            4. Yvonne de Brézé; ⚭ Jean II. de Montbourcher
            5. Françoise de Brézé; ⚭ 1437 Bertrand de Beauvau, Seigneur de Sillé, Baron de Précigné (* 1382; † 30. September 1474) (Haus Beauvau)

          2. Geoffroi de Brézé († 1401), Archidiakon in Tours, 1399 Trésorier d’Angers###### Guillaume de Brézé
          3. Jean de Brézé († wohl 1422 bei der Eroberung von Évreux); ⚭ Tiphaine du Gueslclin

        2. Jeanne de Brézé; ⚭ Geoffroi de La Grézille
        3. Thomasse de Brézé; ⚭ Guillaume d’Escherbaye

    2. Catherine de Brézé; ⚭ Payen de Maillé

### 15.–16. Jahrhundert
1. Pierre de Brézé, X 16. Juli 1465 in der Schlacht bei Montlhéry; ⚭ Jeanne du Bec-Crespin, Erbtochter von Guillaume IX., Seigneur de Mauny et du Bec-Crespin - Vorfahren siehe oben
  1. Jacques de Brézé, † 14. August 1494 in Nogent-le-Roi, Großseneschall der Normandie (1465–1476 und 1483–1490), Graf von Maulévrier, Vizegraf von Le Bec-Crespin und Mauny, Herr von Anet; ⚭ 1. März 1462 Charlotte de Valois Bâtarde de France, * wohl 1434, † ermordet 15./16. Juni 1477 in Rouvres[1], begraben in der Abtei Notre-Dame de Coulombs, Tochter von König Karl VII. (Stammliste der Valois) und Agnès Sorel
    1. Louis de Brézé, † 1532, Comte de Maulévrier, begraben in der Kathedrale von Rouen; ⚭ (Ehevertrag vom 29. März 1514) Diane de Poitiers, * 3. September 1499, † 22. oder 26. April 1566 auf Schloss Anet, Tochter von Jean de Poitiers, Seigneur de Saint-Vallier (Haus Poitiers-Valentinois), und Jeanne de Batarnay
      1. Françoise de Brézé, † 14. Oktober 1557, Gräfin von Maulévrier, Dame d’Arlempdes, et de Vielprat; ⚭ 19. Januar 1538 in Paris Robert IV. de La Marck, 1536 Herr von Sedan etc., 1552 Herzog von Bouillon, Marschall von Frankreich, † 4. November 1556
      2. Louise de Brézé, † Januar 1577, Dame d’Anet, ⚭ 1. Januar 1547 Claude de Lorraine, 1550 Herzog von Aumale, Pair von Frankreich, † 3. März 1573 (Haus Guise)